# Isabela Corona
Refugio Corona Pérez Frías (Autlán de Navarro, Jalisco, 2 de julio de 1913 - Ciudad de México, 8 de julio de 1993), más conocida como Isabela Corona, fue una actriz mexicana. Debutó durante la primera década de la Época de Oro del cine mexicano, destacando en las películas Cóndores no entierran todos los días, El espejo de la bruja y El infierno de todos tan temido. Falleció en 1993 en la Ciudad de México a consecuencia de un infarto.

## Biografía
Se trasladó a la Ciudad de México donde comenzó su carrera como actriz a finales de la década de 1930, trabajando en el cine, teatro y televisión. Fue parte del grupo de vanguardia escénico "El Teatro de Ulises", e impulsó el teatro universitario.
Su carrera en el cine inició en 1939 con La noche de los mayas de Chano Urueta, y participó en dos adaptaciones fílmicas de obras literarias, Los de abajo (1940) y La casa de Bernarda Alba (1982), Incursionó en las telenovelas en 1961, con obras como Muchacha italiana viene a casarse, El carruaje, Viviana, y Yo compro esa mujer.
Estuvo casada con el director Julio Bracho, de quien se separó en 1943. Corona ganó el protagónico en 1943 de la película Doña Bárbara, pero pocos días antes de que se iniciara la filmación, fue sustituida por la actriz María Félix.
Falleció en 1993 en la Ciudad de México a consecuencia de un infarto, a los 80 años de edad.

## Filmografía
| Año  | Película                             | Rol                          |
| ---- | ------------------------------------ | ---------------------------- |
| 1989 | Señoritas a disgusto                 | Nana Dolores                 |
| 1986 | El niño y el Papa                    |                              |
| 1985 | Mexicano, ¡tú puedes!                | Doña Aurora                  |
| 1984 | Cóndores no entierran todos los días | Doña Gertrudis Potes         |
| 1983 | El mil usos                          |                              |
| 1983 | El guerrillero del norte             |                              |
| 1982 | La casa de Bernarda Alba             | María Josefa, la abuela      |
| 1982 | Los gemelos alborotados              |                              |
| 1981 | El infierno de todos tan temido      | Calandria                    |
| 1980 | La tía Alejandra                     | Tía Alejandra                |
| 1980 | El secuestro de los diez millones    |                              |
| 1979 | Adriana del Río, actriz              |                              |
| 1979 | Los Indolentes                       | Amarinda Alday               |
| 1978 | Damiana                              |                              |
| 1978 | La casa del pelícano                 | Doña Clementina              |
| 1973 | La tigresa                           | Jacinta                      |
| 1971 | Yesenia                              | La abuela                    |
| 1968 | No hay cruces en el mar              | Tía de María                 |
| 1968 | El bastardo                          | Ricarda                      |
| 1967 | Crisol                               | Nemesia                      |
| 1967 | Cruces sobre el yermo                | Madre de Damián              |
| 1965 | El hombre propone...                 | Aurora (segmento "Venganza") |
| 1960 | El espejo de la bruja                | Sara                         |
| 1955 | Pecado mortal                        | Raquela                      |
| 1954 | La gitana blanca                     | Sandra                       |
| 1953 | Los que no debieron nacer            |                              |
| 1952 | Marejada                             | Doña Chonita                 |
| 1951 | Trotacalles                          | Ruth                         |
| 1950 | La posesión                          | Esposa de Roque              |
| 1949 | El rencor de la tierra               | Gabriela                     |
| 1949 | Lola Casanova                        | Tórtola parda                |
| 1949 | El precio de la gloria               | Doña Lupe Reyes              |
| 1946 | ¡Ya tengo a mi hijo!                 | Gabriela                     |
| 1946 | La culpable                          | Rosario                      |
| 1945 | La casa de la zorra                  | Nancy                        |
| 1945 | La mujer legítima                    | Marta                        |
| 1945 | Entre hermanos                       | Soledad                      |
| 1945 | El secreto de la solterona           | Micaela                      |
| 1944 | Muralla de pasión                    |                              |
| 1944 | Caminito alegre                      | Madre superiora              |
| 1943 | Ave sin nido                         | Carlota                      |
| 1942 | El ángel negro                       | Cristina                     |
| 1942 | La isla de la pasión                 | Lolita                       |
| 1941 | La casa del rencor                   | Doña Adelaida                |
| 1941 | Creo en Dios                         |                              |
| 1940 | Los de abajo                         | La Pintada                   |
| 1939 | La noche de los mayas                | Zev                          |

| Año  | Telenovela                        | Rol                                   |
| ---- | --------------------------------- | ------------------------------------- |
| 1990 | Yo compro esa mujer               | Soledad                               |
| 1989 | Lo blanco y lo negro              | Citlalli                              |
| 1988 | Victoria                          | María Esther Williams de los Santos   |
| 1985 | Los años pasan                    | Apolonia                              |
| 1984 | La fiera                          | Elodia                                |
| 1983 | Bianca Vidal                      | Nana María                            |
| 1982 | Vanessa                           | Cecile Saint Michelle                 |
| 1980 | Una mujer marcada                 | Sofía                                 |
| 1979 | Viviana                           | Consuelo Hernández, viuda de González |
| 1978 | Donde termina el camino           | Lucía                                 |
| 1977 | Dos a quererse                    | Rosario                               |
| 1975 | Pobre Clara                       | Nieves                                |
| 1972 | El carruaje                       | Águeda                                |
| 1971 | Muchacha italiana viene a casarse | María Mercedes de Castro              |
| 1961 | Risas amargas                     |                                       |

## Premios y homenajes
Obtuvo su primera nominación a los Premios Ariel en 1980 en la categoría de Mejor Coactuación Femenina por su papel en la película El infierno de todos tan temido. En 1985, recibió el premio a Mejor Actriz en el Festival de Cine de Bogotá por Cóndores no entierran todos los días, premio que compartió con la actriz Elena Romero por la película Maruja en el infierno. 3 años después, fue nominada en la categoría de Mejor Actriz de Cuadro por su papel en Señoritas a disgusto.
Ese mismo año, fue nominada al premio de Mejor Villana en los Premios TVyNovelas por su papel en Victoria, además a los Premios Ariel. El auditorio del Instituto Politécnico Nacional fue renombrado como Teatro Isabel Corona, tras su reinauguración el 21 de julio con la obra De acá a este lado, de Guillermo Alanís Ocaña, protagonizada por Corona, Patricia Reyes Espíndola y Alejandro Aragón. En 1989, recibió la Medalla Filmoteca en reconocimiento a su sensibilidad artística y capacidad histriónica.
Corona recibió la Condecoración José Clemente Orozco a través del decreto 7160.